# Eustace Headlam
Eustace Slade Headlam (Ausztrália, Tasmania, 1893. szeptember 21. – 1958. május 25.) az Ausztrál Légierő (Australian Flying Corps) egyik ászpilótája volt. Első világháborús szolgálata során 5 igazolt légi győzelmet szerzett (5 ellenséges gépet lőtt le), s ezzel bekerült az ászpilóták közé.

## Élete

### Ifjúkora
Headlam 1893-ban született szeptember 21-én született. Éppen jogi tanulmányait folytatta, mikor 1915. április 12-én  besorozták a 3. ausztrál könnyűlovas ezredbe.

### Katonai szolgálata
A forrás nem ír arról, hogy pontosan mikor került a légierőhöz, ez megközelítőleg 1916 végére tehető. 1917-ben elvégezte az alapkiképzést Egyiptomban, a 67. brit repülőszázad megfigyelőjeként. 1917 év végén megkapta hivatalos pilótaigazolványát és ezzel egy időben áthelyezték az 1. ausztrál repülőszázadhoz.
Első légi győzelmét 1918. március 5-én szerezte meg, mikor egy német Alabatros D.III-as vadászrepülőt lőtt le. Március 27-én ismét légi győzelmet aratott, ráadásul ezúttal kettőt (mindkettő AEG C típusú). Negyedik légi győzelmét szeptember 22-én szerezte meg. Utolsó légi győzelmét 1918. október 19-én szerezte meg. Ezzel elérte az ászpilóta minősítést is, amely a 6 vagy annál több győzelmet szerzett pilótákat illeti meg.
Nem ismert továbbá, hogy mikor nevezték ki hadnaggyá, ám valószínűsíthető, hogy valamely légi győzelmét követően.

### Légi győzelmei
| Sorszám | Dátum                | Egység          | Repülőgép    | Ellenfél       |
| ------- | -------------------- | --------------- | ------------ | -------------- |
| 1       | 1918. március 5.     | 1. repülőszázad | Bristol F.2b | Albatros D.III |
| 2       | 1918. március 27.    | 1. repülőszázad | Bristol F.2b | AEG C          |
| 3       | 1918. március 27.    | 1. repülőszázad | Bristol F.2b | AEG C          |
| 4       | 1918. szeptember 22. | 1. repülőszázad | Bristol F.2b | ?              |
| 5       | 1918. október 19.    | 1. repülőszázad | Bristol F.2b | DFW C          |